# こどものための読み聞かせ えほんであそぼう
『こどものための読み聞かせ えほんであそぼう』（こどものためのよみきかせ えほんであそぼう）は、スターフィッシュ・エスディから発売されたニンテンドーDS用ソフト。
2006年7月6日に第1・2・3巻が発売。同年10月19日に第4・5・6巻が発売された。

## 概要
平田昭吾のベストセラー絵本をニンテンドーDSのソフトとしたもの。
ナレーターには、由紀さおり、安田祥子が起用された。

## 収録作品
- 第1巻
  - ももたろう
  - ピーターパン
  - いなかのねずみまちのねずみ
- 第2巻
  - シンデレラ
  - フランダースの犬
  - きんのおの ぎんのおの
- 第3巻
  - 三びきのこぶた
  - おおかみと七ひきのこやぎ
  - ありときりぎりす
- 第4巻
  - かぐやひめ
  - ゆきの女王
  - こうもり
- 第5巻
  - ふしぎの国のアリス
  - 一休さん
  - かいじゅうのなぞなぞ
- 第6巻
  - 花さかじいさん
  - ブレーメンのおんがくたい
  - かえるの王子さま